# .bs
.bs este un domeniu de internet de nivel superior, pentru Bahamas (ccTLD).